# Nasse (maintien de l'ordre)
Cet article concerne la technique policière de contrôle de foules. Pour le piège pour animaux, voir Nasse. Pour le coquillage, voir Nassarius.

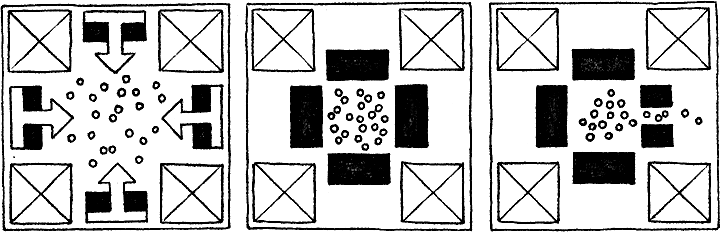
Schéma figurant l'application de la technique de la nasse sur un groupe d'individus.

La nasse — également appelée « nassage », « souricière », « encerclement » ou « confinement » — est une technique de maintien de l'ordre qui consiste à contenir un groupe de personnes à l’intérieur d’un cordon policier fermé, fixe ou mobile, lors de manifestations ou d’attroupements, dans le but de prévenir les débordements, canaliser un cortège, procéder à des contrôles d’identité voire à des arrestations ciblées. 
Apparue à la fin des années 1980, cette pratique est régulièrement dénoncée pour son manque de proportionnalité, son caractère arbitraire et l’atteinte qu’elle porte à la liberté de circulation. Faute de cadre législatif précis, les recours qu'elle suscite occasionnent des décisions judiciaires contrastées : après avoir estimé en 2012 que le confinement de manifestants à Londres en 2001 était compatible avec l'article 5 de la Convention européenne des droits de l’homme, la Cour européenne des droits de l’homme juge en 2024 que, faute de base légale explicite, le recours à la nasse viole cette même Convention. Entre-temps, le Conseil d’État français déclare la technique illégale en 2021 et, en mars 2025, le tribunal civil de Bruxelles la qualifie de contraire à la Convention européenne des droits de l’homme en raison de l’absence d’encadrement légal spécifique.

## Description
Appelée « [Hamburger] Kessel » (marmite hambourgeoise) en Allemagne et  « kettling » (bouilloire) en Angleterre, elle est également connue en français sous les noms de « nassage » ou « confinement » en France et en Belgique francophone, ou encore de « souricière » et d'« encerclement » en français canadien, la nasse est une technique policière apparue en Europe à la fin des années 1980 consistant à encercler et contenir sur place un groupe de personnes pour des motifs d’ordre public, sans individualisation des personnes immobilisées. Des cordons de policiers forment, pour un laps de temps donné, un enclos mobile ou immobile au sein duquel sont contenus des manifestants empêchés de quitter volontairement les lieux, dans le but d’intercepter un groupe précis ou pour isoler des individus afin d'en contrôler l'identité voire d'en faciliter l'arrestation administrative.
Elle se trouve régulièrement contestée pour non respect du principe de proportionnalité, notamment pour la durée arbitraire de la rétention des individus ainsi que pour la présence de victimes collatérales — manifestants pacifiques voire de simples passants pris au piège : ces derniers se trouvent alors enfermés sans possibilité de partir, risquant l'écrasement ou l'étouffement particulièrement quand des gaz lacrymogènes ou des grenades sont utilisés à l'intérieur du périmètre. De manière plus générale, les individus contenus peuvent développer des sentiments de panique ou d'hostilité vis-à-vis des forces de l’ordre, au risque d'occasionner des mouvements de foule.

## Histoire

### Allemagne
Un des premiers exemples de nasse policière a eu lieu le 8 juin 1986 sur le Heiligengeistfeld à Hambourg lors d'une manifestation anti-nucléaire. Les manifestants protestaient contre la mise en service de la centrale nucléaire de Brokdorf. La police a encerclé 861 manifestants pendant neuf heures, ce qui a ensuite donné lieu à un procès devant l'Amtsgericht hambourgeoise qui l'a jugé illégale,. La police allemande distingue la nasse immobile (Polizeikessel) de la nasse mobile (Wanderkessel) où la manifestation est autorisée à se déplacer sans que les manifestants puissent sortir de la manifestation. Ces tactiques policières ont été remises en question à maintes reprises devant les tribunaux allemands.

### Belgique
En Belgique, la philosophie de la Gestion négociée de l’espace public (GNEP) privilégie une présence discrète des policiers et au dialogue. Si l’article 37 de la loi sur la fonction de police de 1992 stipule que « tout recours à la force doit être raisonnable et proportionné à l’objectif poursuivi », aucune disposition légale particulière ne définit ni délimite la technique de la nasse, les forces de l’ordre belge y recourent néanmoins de plu en plus régulièrement à partir des années 2010.
En mars 2025, statuant sur des violences policières commises lors d’une manifestation le 24 janvier 2021, le tribunal civil de Bruxelles conclut que « la technique policière de confinement ne [faisant] l’objet, en droit belge, d’aucun encadrement légal spécifique », la  technique a été « ordonnée et exécutée en violation de l’article 5 sur la liberté et la sécurité de la Convention européenne des droits de l’Homme ».

### France
L'emploi du nassage à l'occasion d'une manifestation en octobre 2010 à Lyon, fait l'objet de différents recours au terme desquels, la Cour européenne des droits de l'homme statue en mars 2024 que, dans la mesure où à la date des faits aucun texte légal ne prévoyait expressément le recours à la technique de l’encerclement, le dispositif viole la Convention européenne des droits de l’homme.
Entre temps, la technique contin ue d'être régulièrement employée lors des rassemblements du mouvement social contre la loi Travail en France de 2016, qui se déroulent de février à mai. En 2018 et en 2019, le nassage tend à se généraliser dans le contexte des manifestation du mouvement des « gilets jaunes ». À l'automne 2020, une circulaire du ministère de l'Intérieur encadre le dispositif prescrite par des circulaires du ministère de l'Intérieur mais, dans une décision du 11 juin 2021, le Conseil d'État estime que l'encerclement des manifestants — sauf circonstances particulières —  est illégal et constitue une atteinte aux droits de manifester et d'aller et de venir.

### Royaume-Uni

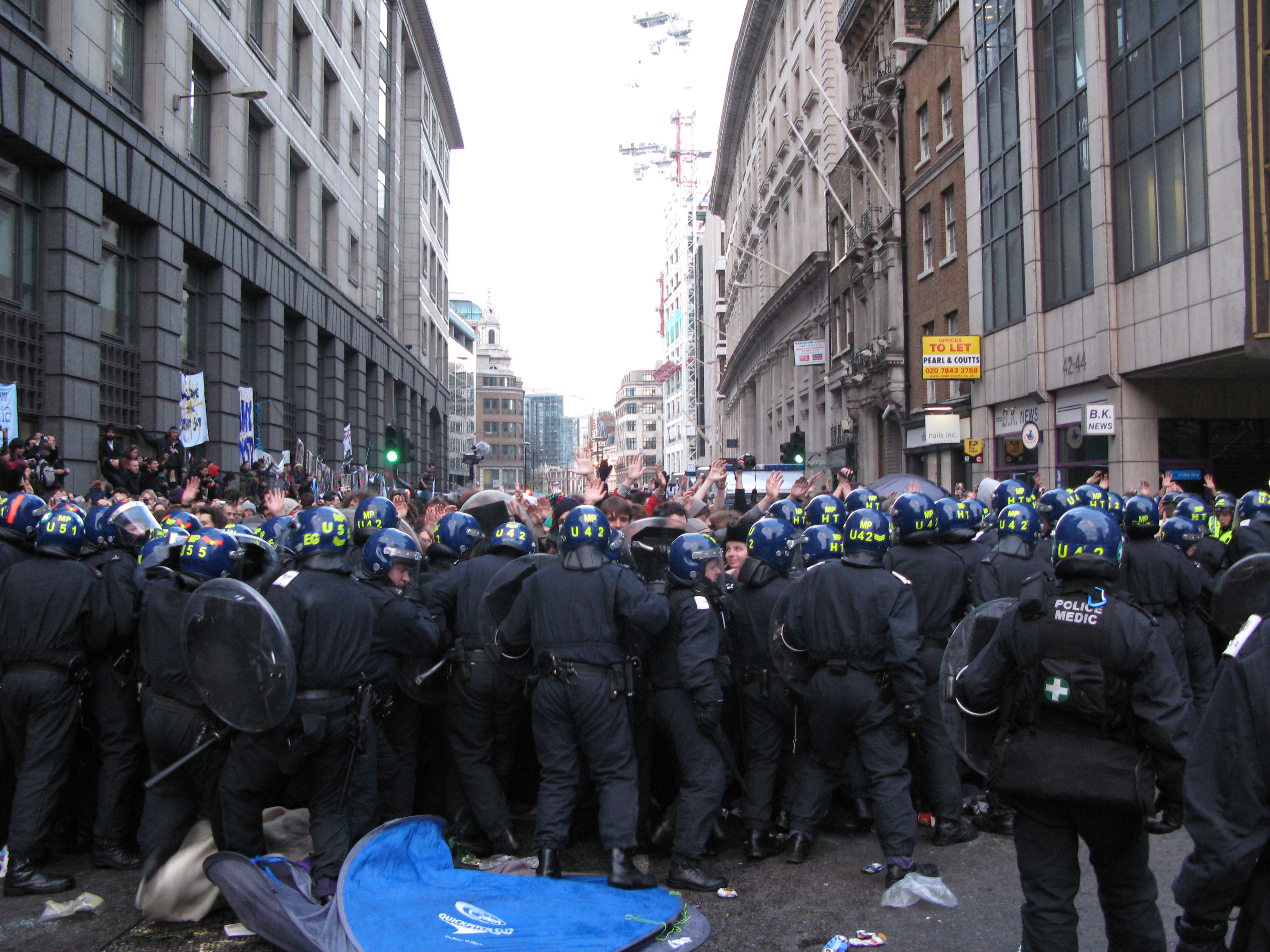
Le 1 avril 2009, lors du sommet du G20 à Londres, des policiers antiémeutes ont nassé des manifestants.

À l'occasion d'une manifestation antimondialisation en 2001 à Londres, la police bloque et a parque les manifestants pendant plus de sept heures à Oxford Circus retenant notamment des passants étrangers à la manifestation, dont plusieurs portent plainte. La Haute Cour de justice considère que le recours au nassage des manifestants a été réalisé de bonne foi et dans l’intérêt de la société. En mars 2012, la Cour européenne des droits de l'homme — amenée pour la première fois à se prononcer sur cette technique — ne voit pas de motif de se démarquer de la décision de la cour interne au Royaume-Uni, estimant en outre que l'usage du nassage par la police du Royaume-Uni n'a pas enfreint l'article 5 de la Convention des droits de l'homme.